# レイライン (ブランド)
Leyline（レイライン）は、2015年に創業したファッションブランドである。

ストリートを根幹にグラフィティやシンプルで飽きのこないデザインが特徴。

Webを中心とした販売から始め、2016年には原宿のセレクトショップでの取り扱いを開始した。

## コンセプト
scene selection（シーンに合わせた服作り）。

## ロゴ
ブランドコンセプトにある「scene selection（シーンに合わせた服作り）」はファッションだけでなくライフスタイルを多角的に捉えた提案を基盤にしている。

様々なライフスタイルに合わせたデザイン・パターンを展開する意味を込めて全ての文字を繋げ、一見すると十字に見えるデザインは縦横無尽に展開していくという意志を込めている。

また、商品によってはロゴをゴシック体やグラフィティへデザイン変更することも特徴的である。

## 展開
当初はボディメーカーから仕入れ、デザインを載せて販売するといった手法をとっていた。

コンセプト通りの展開が難しくなったあたりから、パターンから起こすオリジナル製品の展開を増やしている。